# Raviosaari
Raviosaari är en ö i Finland. Den ligger i sjön Liesvesi och i kommunen Konnevesi i den ekonomiska regionen  Äänekoski ekonomiska region  och landskapet Mellersta Finland, i den centrala delen av landet, 270 km norr om huvudstaden Helsingfors. Öns area är 1,5 hektar och dess största längd är 200 meter i nord-sydlig riktning.